# 段上彩
段上彩，山西澤州直隸州陽城縣（今山西省晉城市陽城縣）人，清朝政治人物、進士出身。

## 生平
崇禎十五年（1642年）壬午科山西鄉試舉人。明亡仕清，顺治三年（1646年），登進士，官至江南沭陽縣知縣。當時陽城縣參加山西鄉試共十人（张尔素、田六善、杨荣胤、王润身、王兰彰、王克生、衛貞元、段上彩、赵士俊、乔映伍），全部中舉；次年十人又參加會試，全登進士，史稱“十鳳齊鳴”。